# Uehling
Uehling – wieś w Stanach Zjednoczonych, w stanie Nebraska, w hrabstwie Dodge.